# Societatea Sportivă Universitară Politehnica Timișoara
La Societatea Sportivă Universitară Politehnica Timișoara, meglio nota come SSU Politehnica Timișoara, è una società calcistica rumena con sede nella città di Timișoara, fondata nel 2012. Milita nella Liga III, la terza serie del campionato rumeno di calcio.

## Storia
Nell'estate 2012 l'ACS Recaș è stato spostato a Timișoara e rinominato ACS Poli Timișoara dopo la dissoluzione del Politehnica Timișoara. Il club ha ricevuto la maggior parte del proprio budget per la stagione entrante dalle autorità locali  con l'obiettivo di proseguire la storia della squadra originale. Promosso in massima serie nella stagione 2013-14, tuttavia, la maggior parte degli ex tifosi scelse di sostenere l'ASU Politehnica Timișoara. Il Politecnico di Timișoara cedette il marchio dell'FC Politehnica all'ACS Poli tra il 2012 e il 2021, per poi trasferirli all'ASU Politehnica nel corso di quest'ultimo anno. Sempre nel 2021, l'ACS Poli fu escluso dal campionato di Liga III e sciolto, facendo rimanere solo l'ASU, che cambiò denominazione in SSU Politehnica Timișoara.

## Palmarès

### Competizioni nazionali
- Liga II: 2

2001-2002, 2014-2015

### Altri piazzamenti
- Coppa di Romania:

Semifinalista: 2016-2017
- Cupa Ligii:

Finalista: 2016-2017
- Liga II:

Secondo posto: 2012-2013 (Serie II)

## Stagioni passate
- stagione 2013-2014
- stagione 2015-2016
- stagione 2016-2017
- stagione 2017-2018